# 達靈頓 (印第安納州)
達靈頓（英語：Darlington）是一個位於美國印地安納州蒙哥馬利縣的城鎮。

## 人口
根據2010年美國人口普查的數據，達靈頓的面積為0.87平方千米，當中陸地面積為0.87平方千米，而水域面積為0.00平方千米。當地共有人口843人，而人口密度為每平方千米969人。